# Wish You Were Here Tour
Wish You Were Here Tour – siódma trasa koncertowa grupy muzycznej Pink Floyd, która odbyła się w 1975 r. i promowała ósmy studyjny album zespołu Wish You Were Here. Obejmowała 28 koncertów w USA i 1 w Anglii.

## Program koncertów
W pierwszej części koncertów zespół wykonywał utwory: „Raving and Drooling”, „You've Got to Be Crazy”, „Shine on You Crazy Diamond (Parts I-V)”, „Have a Cigar” i „Shine on You Crazy Diamond (Parts VI-IX). W drugiej części koncertów repertuar stanowiły utwory z płyty The Dark Side of the Moon. W obu częściach trasy na bis zespół wykonywał utwór „Echoes”.

## Lista koncertów
- 8 kwietnia – Vancouver, Kolumbia Brytyjska, Kanada – Pacific Coliseum
- 10 kwietnia – Seattle, Waszyngton, USA – Seattle Center Coliseum
- 12 i 13 kwietnia – Daly City, Kalifornia, USA – Cow Palace
- 17 kwietnia – Denver, Kolorado, USA – Denver Coliseum
- 19 kwietnia – Tucson, Arizona, USA – Tucson Convention Center
- 20 kwietnia – Tempe, Arizona, USA – ASU Activity Center
- 21 kwietnia – San Diego, Kalifornia, USA – San Diego Sports Arena
- 23, 24, 25, 26 i 27 kwietnia – Los Angeles, Kalifornia, USA – Los Angeles Memorial Sports Arena
- 7 czerwca – Atlanta, Georgia, USA – Atlanta Stadium
- 9 i 10 czerwca – Landover, Maryland, USA – Capital Center
- 12 i 13 czerwca – Filadelfia, Pensylwania, USA – The Spectrum
- 15 czerwca – Jersey City, New Jersey, USA – Roosevelt Stadium
- 16 i 17 czerwca – Uniondale, Nowy Jork, USA – Nassau Veterans Memorial Coliseum
- 18 czerwca – Boston, Massachusetts, USA – Boston Garden
- 20 czerwca – Pittsburgh, Pensylwania, USA – Three Rivers Stadium
- 22 czerwca – Milwaukee, Wisconsin, USA – County Stadium
- 23 i 24 czerwca – Detroit, Michigan, USA – Olympia Stadium
- 26 czerwca – Montreal, Quebec, Kanada – Autostade
- 28 czerwca – Hamilton, Ontario, Kanada – Ivor Wynne Stadium
- 5 lipca – Knebworth, Hertfordshire, Anglia – Knebworth Park Festival